# پیتر لندین
پیتر لندین (انگلیسی: Peter Landin; ۵ ژوئن ۱۹۳۰ – ۳ ژوئن ۲۰۰۹) دانشمند رایانه اهل بریتانیا بود. وی از اولین کسانی بود که از 
جبر لاندا استفاده کرد تا یک زبان برنامه‌نویسی را مدل کند، کاری که به پدید آمدن برنامه‌نویسی تابعی کمک شایانی کرد. وی همچنین به خاطر آی‌سوییم شناخته شده‌است.
وی علنا دوجنس‌گرا بود.